# Billy Taylor
William Edward Taylor Jr. (Greenville, 24 de julio de 1921 - Nueva York, 28 de diciembre de 2010), conocido como Billy Taylor, fue un pianista y compositor estadounidense de jazz, popular también por su labor divulgadora de esta música a través de sus intervenciones en distintos medios de comunicación, entre ellos el programa televisivo Sunday Morning de la CBS, en el que participó habitualmente desde 1981. Como músico, se mantuvo en los límites estilísticos del swing y el bop.
Escribió más de 300 composiciones, de muy diferentes formas y estilos, entre ellas «I Wish I Knew How It Would Feel to Be Free», una sencilla tonada gospel escrita en colaboración con Dick Dallas y que se convertiría en un himno no oficial del movimiento por los derechos civiles durante los años sesenta; más compleja es, por ejemplo, «Suite for Jazz Piano and Orchestra», de 1973.

## Biografía
Aunque nacido en Greenville, creció en Washington; su padre, William, era dentista y su madre, Antoinette, profesora de secundaria.
Se graduó en música en el Virginia State College en 1942 y al año siguiente se trasladó a Nueva York, donde tocó, entre otros, con músicos como Ben Webster (con quien trabajó en el club Three Deuces de la Calle 52), Eddie South, Stuff Smith y Slam Stewart.
En 1951, se convirtió en el pianista principal de Birdland y a continuación formó el primero de los varios tríos en los que trabajó; con ese grupo tocó en clubs como el Copacabana de Nueva York y el London House de Chicago.
En 1958 se convirtió en director musical del programa televisivo de la NBC The Subject Is Jazz. Un años después, trabajó como disc jockey en la emisora de radio de Harlem WLIB. En 1962 pasó a la WNEW, pero regresó a la WLIB en 1964 para ser también su director musical, trabajos en los que se mantuvo hasta 1969. Más tarde, sería cofundador de la Inner City Broadcasting, que compraría la WLIB en 1971.
Colaboró en la fundación de Jazzmobile en 1965, una asociación que, entre otras actividades en beneficio de los más necesitados, organizaba conciertos gratuitos en la calle en los que participaban músicos conocidos. En 1968 fue nombrado miembro del Consejo Cultural de Nueva York, junto con Leonard Bernstein, Richard Rodgers y otras importantes figuras del mundo artístico; participó más tarde en similares organismos a nivel estatal y federal, y llegó a ser asesor del Kennedy Center for the Performing Arts en Washington. En 1969 se convirtió en el primer director de orquesta negro de un programa de televisión (The David Frost Show, 1969-1972).
En 1975, consiguió un doctorado en educación musical por la Universidad de Massachusetts Amherst.
A finales de los años setenta, empezó a trabajar en la National Public Radio, donde estuvo durante más de dos décadas, primero como presentador de Jazz Alive y después, entre 1994 y 2002, en Billy Taylor’s Jazz at the Kennedy Center, serie de programas donde se presentaban actuaciones en directo y entrevistas con los músicos.
En 1980 formó parte de una comisión del National Endowment for the Arts para reclamar mayor apoyo para el jazz. Muchas de sus propuesta fueron aceptadas y el propio Taylor fue galardonado en 1988 con el «Premio Jazz Masters», dotado con $20.000. En 1992 recibió también la «Medalla Nacional de las Artes».
Impartió cursos sobre jazz en la Universidad de Long Island, en la Manhattan School of Music y en otras instituciones. Escribió, también, artículos para DownBeat, Saturday Review y otras publicaciones. Realizó, además, una extensa serie de conferencias-concierto en el Museo Metropolitano de Arte.
Fundó y fue director del programa de radio Jazz Alive.